# Gardenia nitida
Gardenia nitida là một loài thực vật có hoa trong họ Thiến thảo. Loài này được Hook. mô tả khoa học đầu tiên năm 1847.